# 恩里科·科斯塔 (雪车运动员)
恩里科·科斯塔（義大利語：Enrico Costa，1971年6月17日—），意大利男子雪车运动员。他曾代表意大利参加国际雪车联合会世界锦标赛，获得一枚金牌。他也曾参加1998年冬季奥林匹克运动会。